# Lissodema dentatum
Lissodema dentatum là một loài bọ cánh cứng trong họ Salpingidae. Loài này được Lewis miêu tả khoa học năm 1895.